# Bundesautobahn 620
Pour les articles homonymes, voir A620.
L'autoroute allemande 620 (Bundesautobahn 620 en allemand et BAB 620 en abrégé) est une autoroute urbaine autour de Sarrebruck.

## Tracé

### Liste des Länders traversées
- Sarre